# Пјоверно (Удине)
Пјоверно је насеље у Италији у округу Удине, региону Фурланија-Јулијска крајина.
Према процени из 2011. у насељу је живело 171 становника. Насеље се налази на надморској висини од 1193 м.